# Oriente (Équateur)

LOriente, en Équateur.

 (septembre 2021).
Si vous disposez d'ouvrages ou d'articles de référence ou si vous connaissez des sites web de qualité traitant du thème abordé ici, merci de compléter l'article en donnant les références utiles à sa vérifiabilité et en les liant à la section « Notes et références ».
En Équateur, l'Oriente désigne la partie amazonienne du pays, à l'est de la cordillère Orientale des Andes. Cette région géographique — appelée en espagnol región Amazónica — s'étend sur 130 000 km2 environ. Frontalier au nord de la Colombie le long des rivières San Miguel et Putumayo, l'Oriente est limité au sud par la frontière avec le Pérou, frontière contestée pendant plusieurs décennies et sujette à plusieurs affrontements militaires entre le Pérou et l'Équateur jusqu'à l'accord de paix définitif du 26 octobre 1998.
Historiquement, une province d'Oriente (es) a existé administrativement de sa création en 1861 jusqu'à sa dissolution en 1920.

## Géographie
Parcouru par de nombreuses rivières (Putumayo, Napo, Pastaza, Zamora (es), Santiago) formant partie du bassin supérieur de l'Amazone, l'Oriente est une région à faible densité de population, essentiellement couverte par la forêt tropicale humide, malgré la présence de plusieurs villes significatives (Nueva Loja, Puerto Francisco de Orellana — appelée aussi El Coca d'après la rivière du même nom, Puyo et Macas).

## Économie
La région possède d'importantes ressources pétrolières largement exploitées, notamment dans la région de Nueva Loja, proche de la frontière colombienne.